# Lista över ledamöter i Östergötlands läns hushållningssällskaps förvaltningsutskott
Detta är en lista över ledamöter i Östergötlands läns hushållningssällskaps förvaltningsutskott.

## Ledamöter i Östergötlands läns hushållningssällskaps förvaltningsutskott

### Äldre stadgar (1813–1904)

#### Ledamot 1
- 1813—1820: Biskop Carl von Rosenstein i Linköpings stift.
- 1820—1835: Lektorn Marcus Wallenberg i Linköping.
- 1835—1856: Biskop Johan Jacob Hedrén i Linköpings stift.
- 1856—1873: Majoren Victor v. Feilitzen, Åkerstad.
- 1873—1879: Kaptenen A. Abelin, Norsholm.
- 1879—1884: Vice häradshövding Janne Åstrand, Graby.
- 1885—1900: Godsägare Carl Melcher von Feilitzen, Åkerstad.
- 1900—1904: Bruksägare Gunnar Ekelund, Hults Bruk.

#### Ledamot 2
- 1813—1836: Landskamreren Johan Olof Hertzman, Linköping.
- 1836—1862: Hovmarskalken friherre Israel Carl Adam Lagerfelt, Lagerlunda.
- 1862—1880: Godsägaren Axel Dickson, Kyleberg.
- 1880—1904: Hovmarskalken greve Philip Klingspor, Grönlund.

#### Ledamot 3
- 1814—1852: Major friherre Johan Carl Kuylenstjerna, Landsjö.
- 1852—1869: Löjtnant friherre Fr. A. Funck, Bolltorp.
- 1869—1870: e. o. Hofrättsnotarien N. F. Fries, Mariehof
- 1870—1876: Kammarherre Adam Reuterskiöld, Ulvåsa.
- 1876—1900: Godsägaren Thure Lybeck, Björnsnäs.
- 1900—1904: Bruksägaren O. de Maré, Mauritzholm.

#### Ledamot 4
- 1814—1818: Häradshövding Fredrik Odencrantz, Vårdsberg.
- 1818—1820: Överstelöjtnant Svante Montgomery, Lambohov.
- 1820—1830: Major greve Gustaf Otto Douglas, Gerstorp.
- 1830—1840: Major Christ. A. Dubb, Linköping.
- 1840—1853: Major Lars Fredrik Arnell, Strömsbro.
- 1853—1856: Brukspatron D. P. af Burén, Carlsberg.
- 1856—1859: Godsägaren Baron Seth Adelswärd, Adelsnäs.
- 1859—1867: Löjtnanten A. von Arbin, Tångstad.
- 1867—1879: Bruksägaren N. Fosser, Halleby.
- 1879—1899: Arrendatorn Aug. Pettersson, Tuna.
- 1899—1904: Godsägare baron Theodor Adelswärd, Adelsnäs.

#### Ledamot 5
- 1813—1833: Översten friherre Carl Leijonhjelm, Linköping.
- 1834—1837: Kammarrättsrådet Blechert Schierman, Linköping.
- 1837—1844: Kyrkoherde Daniel Leonard Kinmanson, Åby.
- 1844—1856: Brukspatron Nils Fredrik Tisell, Hättorp.
- 1856—1860: Apotekaren J. A. Holmberg, Hagalund.
- 1860—1868: Häradshövding Gustaf Odelstierna, Göstad.
- 1868—1884: Överst greve H. Spens, Grensholmen.
- 1884—1900: Godsägaren A. Danckwardt-Lillieström, Solberga.
- 1900—1904: Godsägaren C. L. Tersmeden, Ryd.

#### Ledamot 6
- 1813—1815: Konteramiral Arvid Virgin, Medevi.
- 1815—1841: Assessorn Daniel Petter Tisell, Hassla.
- 1841—1848: Majoren Frih. Aug. Friesendorff, Schedevi.
- 1848—1852: Fabrikören John Swartz, Hovgården.
- 1852—1879: Grosshandlare Johan Gustaf Swartz, Hovgården.
- 1879—1902: Direktör Ivar Insulander, Bjärka-Säby.
- 1902—1904: Landshövding greve Ludvig Douglas

#### Ledamot 7
- 1858—1861: Phil. magistern Sven Vilhelm Moberg, Fiskeby.
- 1861—1862: Kammarherre greve Charles Piper, Löfstad.
- 1862—1870: Löjtnant Melcher Wetterström, Tuna.
- 1870—1882: Bruksägare F. L. Bergwall j :r, Stjärnvik.
- 1882—1902: Possessionaten Jacob Berzelius, Börstad.
- 1902—1904: Kammarherre friherre Johan Beck-Friis, Söderö.

#### Ledamot 8
- 1858—1865: Godsägare greve J. M. Sinclair, Rosenkälla.
- 1865—1897: Kabinettskammarherre friherre Gustaf Lagerfelt, Lagerlunda.
- 1897—1901: Godsägare Wilhelm Heyman, Idingstad.
- 1901—1904: Godsägare Aug. Henricson, Karlslund.

### Nya stadgar (1904–)
- 1904–: Ingenjör Johannes Ringborg, Klinga.
- 1904–: Arrendator A. H. Secher, Hovgården.
- 1904–: Bruksägar Gunnar Ekelund, Hults bruk.
- 1904–: Direktör Wilhelm Heyman, Linköping.
- 1904–: Godsägar Aug. Henricson, Karlslund.
- 1904–1909: Bruksägare Otto de Maré, Mauritzholm.
- 1909—1911: Kammarherre Sixten Sison Flach, Svensksund.
- 1911—: Direktör Oskar Hagberg, Linköping.